# Dibaita
Dibaita (zuvor Puflatschhütte, italienisch Rifugio Bullaccia) ist ein privates Schutzhaus auf einer Höhe von 1974 m s.l.m. in Südtirol, Italien.

## Geografische Lage
Die Hütte liegt am Südwesthang von Puflatsch auf der Seiser Alm. Von der Hütte hat man einen sehr guten Blick auf den Schlern, das Tal in Richtung Bozen sowie auf Langkofel und Plattkofel. Dibaita ist durch einen Fahrweg oder zu Fuß leicht zu erreichen.

## Übergänge zu anderen Hütten
- Zum Schlernhaus in etwa 3,5;Stunden Gehzeit.
- Zur Langkofelhütte in etwa 2,5;Stunden Gehzeit.
- Die Hütte ist Station des Puflatsch-Rundweges über etwa 7 Kilometer, der auch das Fillner Kreuz, den Puflatschspitz, den Göllerspitz, die Hexenbänke, die Arnikahütte, die Tschötsch Alm und die Engelsrast als Wegpunkte enthält. Der Rundweg kann von Compatsch, der Bergstation der Puflatsch-Seilbahn oder von Pufels über den Schnürlsteig gestartet werden.

## Geschichte

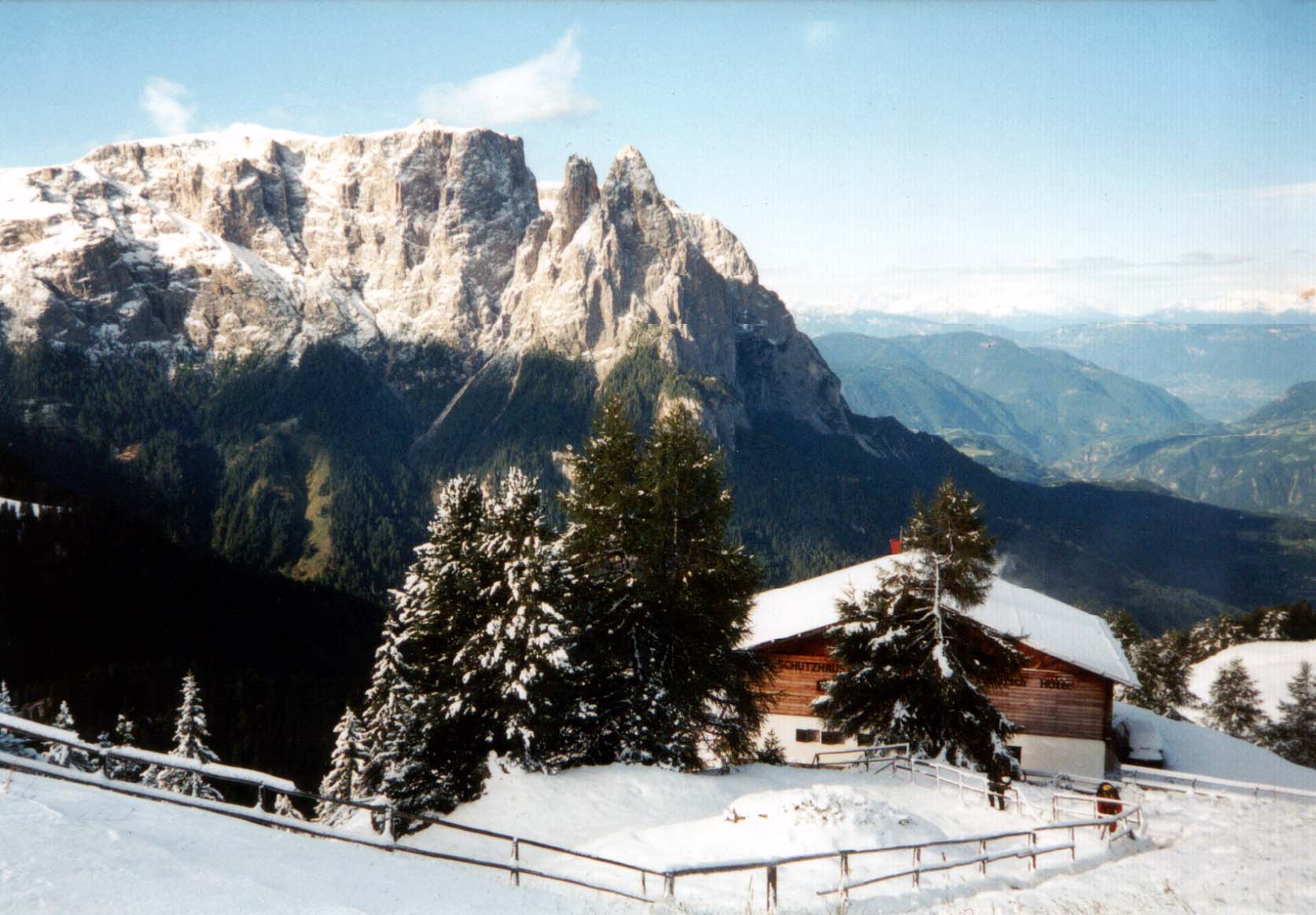
Alte Puflatschhütte 2001

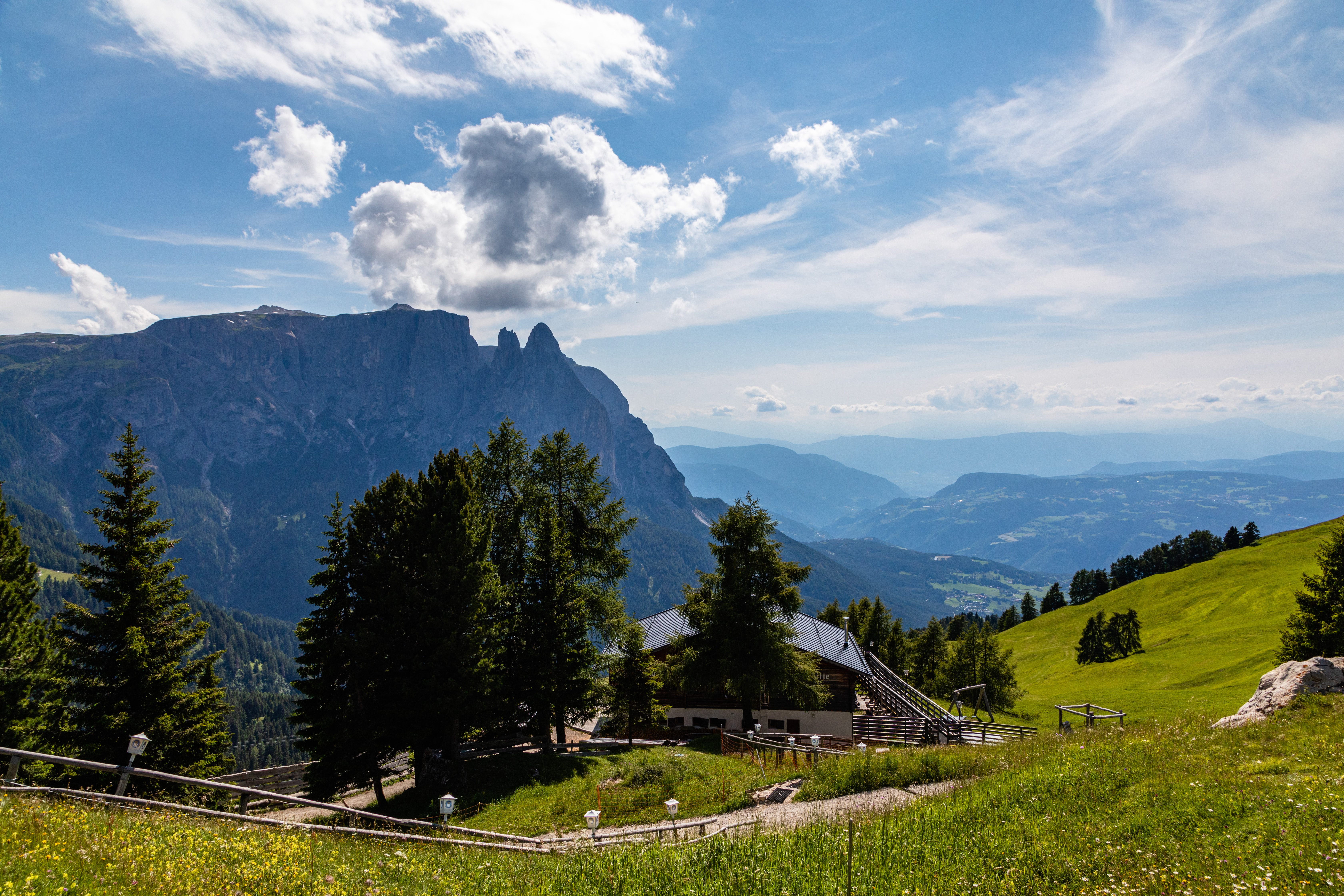
Puflatschhütte 2021

Die ersten Pläne zur Errichtung einer Schutzhütte an diesem Platz wurden bereits 1899 von der Sektion Kastelruth des Deutschen und Österreichischen Alpenvereins gefasst. Nach mehreren provisorisch betriebenen kleineren Hütten in der Umgebung errichtete die Sektion Bozen des Alpenvereins Südtirol dann in den Jahren von 1964 bis 1968 die Puflatschhütte. Sie wurde als Jugendheim geplant und geführt, später dann als Schutzhaus und Bergrestaurant verwendet. 2006 wurde die Hütte verkauft, seit einem Umbau 2007 wird sie unter dem Namen Dibaita geführt.